# Access and Mobility Management Function
Die Access and Mobility Management Function (AMF) ist Teil der 3GPP 5G-Architektur in 5G-Mobilfunknetzen (beschrieben im 3GPP-Standard TS 29.518).
Zu ihren Hauptaufgaben gehören Registrierungsmanagement, Verbindungsmanagement, Erreichbarkeitsmanagement, Mobilitätsmanagement und verschiedene Funktionen in Bezug auf Sicherheit, Zugangsmanagement und Autorisierung. Sie autorisiert den Netzzugang und bildet das Verbindungsglied zwischen Kernnetz und Zugangsnetz.
Die AMF entspricht in ihrer Funktion dem
- BSC in GSM-Netzen (beschrieben im 3GPP-Standard TS 48.049)
- RNC in UMTS-Netzen (beschrieben im 3GPP-Standard TS 25.419)
- MME in LTE-Netzen (beschrieben im 3GPP-Standard TS 29.168)